# Hangyák a gatyában
A Hangyák a gatyában (eredeti cím: Harte Jungs) 2000-ben készült német filmvígjáték, amely Alberto Moravia 1971-es "Én és ő" című regénye alapján készült. 2002-ben elkészült a folytatás is, Hangyák a gatyában 2. címmel.
Az első televíziós közvetítésre 2002. szeptember 5-én került sor a ProSieben műsorán.

## Rövid történet
Egy tinédzser (Tobias Schenke) mindenképpen el szeretné veszíteni a szüzességét, így egy haverját (Axel Stein) kéri meg, hogy tanítsa meg őt a szexre.

## Szereplők
- Tobias Schenke: Florian „Flo“ Thomas
- Axel Stein: Rudolf „Red Bull“
- Luise Helm: Lisa
- Mina Tander: Leonie
- Björn Kirschniok: Kai
- Nicky Kantor: Schumi
- Tom Lass: Dirk
- Vivian Kanner: Herrin Vanja
- Sascha Heymans: Casper
- Sissi Perlinger: Flo anyja
- Stefan Jürgens: Flo apja
- Andrea Sawatzki: Flo nagynénje
- Tina Ruland: Mathematik-Lehrerin

## Fordítás
- Ez a szócikk részben vagy egészben  a   Harte Jungs című német Wikipédia-szócikk fordításán alapul.  Az eredeti cikk szerkesztőit annak laptörténete sorolja fel. Ez a jelzés csupán a megfogalmazás eredetét és a szerzői jogokat jelzi, nem szolgál a cikkben szereplő információk forrásmegjelöléseként.